# Bounty Killer
Bounty Killer (született Rodney Basil Price, Kingston, 1972. június 12. –) jamaicai reggae és dancehall zenész, aki a szegénység elleni küzdelméről és kevésbé híres tehetségek felkarolásáról híres.
Egy kilencgyermekes családba született, szülei utolsó fiúgyermeke volt. A családban egyedül apja dolgozott, anyja a gyermekeket nevelte. A család Kingston egyik szegényebb negyedében lakott.
Zenei pályafutását a Bounty Hunter álnévvel kezdte, de egy napon, amikor hazafelé sétált, tűzharcba keveredett és megsebesült. Kórházi lábadozása alatt határozta el, hogy nevét Bounty Killer-re változtatja.
Az 1990-es évek elején a szintén jamaikai producer, King Jammy társaságát kereste, amíg egy alkalommal lehetőséget kapott arra, hogy saját számot készítsen - ez lett a Gal sa yes.
1993 után ugrásszerűen megnőtt ismertsége Jamaicán, elsősorban a karácsony másnapján minden évben megrendezett "Sting" fesztiválon nyújtott teljesítményének köszönhetően. A színpadon is megpróbálta egyedi személyiségét, stílusát megvédeni és egy alkalommal, az 1997-es Sting fesztivál során ökölharcba keveredett a színpadon Merciless-szel.
Az 1990-es évek során számos producerrel dolgozott Jamaicán, ekkor születtek “Defend the Poor,” “Mama,” “Book, Book, Book,” “Babylon System” és “Down in the Ghetto” című számai. 1996-ban a kormány betiltotta slágerét, a ”Fed Up” című számot. Ebben az időszakban kezdett ismert lenni az Amerikai Egyesült Államokban és Európában is, ahol számos ismert előadóművésszel dolgozhatott, mint pl. The Fugees, Wyclef Jean, Mobb Deep, Capone-N-Noreaga, illetve No Doubt és AZ 2005-ben.
Míg az 1990-es években inkább teljes albumokat adott ki, a 2000-es években több kislemezt jelentetett meg. Jamaikai és külföldi producerekkel dolgozva volt idő, amikor szinte minden nap adott ki egy kislemezt, korának legtermékenyebb előadóművészeként. Elkészített egy válogatáslemezt is legjobb számaiból és 2006-ban stúdióba vonult egy új nagylemezt elkészíteni. A "Nah No Mercy - The Warlord Scrolls" című album 2006. november 7-én jelent meg a "VP Records" gondozásában.
Nemrégiben újrakezdődött a rivalizálás a szintén jamaikai Beenie Man és Bounty Killer között, az előbbi kiadta a "The war is not over" / "Bullet Proof Vest" című számot, amiben Bounty Killert alázta, míg utóbbi a "Bullet Proof Skin" és az "Oxtail & Rice" című számokkal válaszolt.

## Lemezei
- Roots, Reality & Culture (VP Records) (1994)
- Jamaica’s Most Wanted (Greensleeves Records) (1994)
- Guns Out (Greensleeves Records) (1994)
- Face To Face (VP Records) (1994)
- Down In The Ghetto (Greensleeves Records) (1994)
- No Argument (Greensleeves Records) (1995)
- My Xperience (VP Records/TVT Records) (1996)
- Ghetto Gramma (Greensleeves Records) (1997)
- Next Millennium (VP Records/TVT Records) (1998)
- 5th Element (VP Records) (1999)
- Ghetto Dictionary – The Mystery (VP Records) (2002)
- Ghetto Dictionary – The Art of War (VP Records) (2002)
- Nah No Mercy – The Warlord Scrolls (VP Records) (2006)

## Kislemezek
| Év   | Cím                              | Helyezés | Helyezés       | Lemez        |
| Év   | Cím                              | Hot 100  | US R&B/Hip-Hop | Lemez        |
| ---- | -------------------------------- | -------- | -------------- | ------------ |
| 2005 | "P.S.A. B.K. 2004" (feat. Jay-Z) |          | #75            |              |
| 2001 | "Hey Baby" (feat. No Doubt)      | #5       |                | Rock Steady  |
| 1997 | "Hip Hopera" (feat. Fugees)      | #81      |                | My Xperience |